# How?
How? è un brano musicale scritto ed interpretato da John Lennon. La canzone è inserita nell'album Imagine del 1971.

## Il brano
Si tratta di una canzone contemplativa ispirata alla Terapia primaria dello psicologo statunitense Arthur Janov, che all'epoca Lennon stava seguendo insieme alla moglie Yōko Ono, durante la quale egli dovette fare i conti con molte domande personali del tipo: «How can I go forward when I don't know which way I'm facing?» ("Come posso andare avanti quando non so che cosa sto affrontando?"). Inoltre, la canzone svela i suoi pensieri circa il mondo in generale (con frasi quali: «And the World is so tough; Sometimes I feel I've had enough», in italiano: "E il mondo è così duro, certe volte penso di averne abbastanza").
Il sound di How? è tipico di molte tracce presenti nell'album Imagine, incluse title track e Jealous Guy, con Lennon al piano e sovraincisioni di archi, sonorità dolci che non erano presenti nel suo precedente album John Lennon/Plastic Ono Band, molto più "ruvido" nei toni.

### Registrazione
Lennon registrò How? il 25 maggio 1971 agli Ascot Sound Studios, durante le sessioni per l'album Imagine. La sovraincisione della sezione archi venne eseguita il 4 luglio 1971 al Record Plant di New York City.

## Formazione[2]
- John Lennon – voce, pianoforte
- Nicky Hopkins – pianoforte
- Klaus Voormann – basso
- John Barham – vibrafono
- Andy Davis – chitarra acustica
- Alan White – batteria
- The Flux Fiddlers – archi